# هیز (داکوتای جنوبی)
هیز (به انگلیسی: Hayes) یک منطقهٔ مسکونی در ایالات متحده آمریکا است که در شهرستان استنلی، داکوتای جنوبی واقع شده‌است.